# Jette van der Meij
Henriëtte Theodore (Jette) van der Meij (Oosterbeek, 24 september 1954) is een Nederlands zangeres en actrice, voornamelijk bekend door haar rol als Laura Selmhorst in de RTL-soap Goede tijden, slechte tijden. Tijdens de beginjaren van Goede tijden, slechte tijden stond Van der Meij ook als Jet van der Mey en Jette van der Mey op de aftiteling.

## Biografie
Van der Meij volgde twee jaar lang een zangstudie aan het Conservatorium van Amsterdam, maar vanwege haar ambitie voor het theater besloot ze deze opleiding te beëindigen. Niet lang daarna begon ze aan een studie bij de Academie voor Kleinkunst. Via deze opleiding kwam ze in contact met schrijver en regisseur Ad de Bont. De Bont hielp haar met het vinden van een eigen theatervorm. De samenwerking resulteerde in de muziektheaterproductie Het Ritueel, waarvoor Van der Meij de Creativiteitsprijs in ontvangst mocht nemen. Ze bleef als zangeres actief bij onder meer de groep Several Singers en Het Paradise Regained Orchestra van Nedly Elstak. Ook maakte ze deel uit van The Rockets van jazzsaxofonist Jan Cees Tans en de close-harmonie-groep De Melodoewaps, die ze samen met Peggy Larson en Astrid Seriese oprichtte. Met haar eigen solo muziektheaterproductie Kripuur won ze de Top Naeff Prijs voor het meest veelbelovende afstudeerproject. In 1988 won ze een gedeelde tweede prijs op het Festival Le Grand Prix Du Theatre.
Naast haar werk als zangeres bleef Van der Meij ook geïnteresseerd in acteren. In het jaar 1988 had ze een kleine rol in de door Ruud van Hemert geregisseerde film Honneponnetje. In de zomer van 1990 werd ze gecast voor de rol van Laura Selmhorst in de soapserie Goede tijden, slechte tijden die dat najaar van start zou gaan. In 1992 kreeg Van der Meij een vaste aanstelling bij de soap.
Vanwege Van der Meijs capaciteiten besloten de schrijvers van GTST medio jaren negentig dat het karakter Laura een zangcarrière zou krijgen. Ook in het jaar 2007 en 2018 bracht ze haar zangkwaliteiten weer ten gehore in de soap. Na het vertrek van Wilbert Gieske in 2008 is de actrice het langst actieve castlid van de soap.
In 2010 nam Jette van der Meij deel aan het tweede seizoen van het EO-programma De Mattheus Masterclass waarin niet-klassiek geschoolde artiesten een deel van Bachs Matthäuspassion uitvoeren in de St. Vituskerk in Hilversum.

## Filmografie

### Televisie
Hoofdrollen
- Goede tijden, slechte tijden (RTL 4) - Laura Selmhorst (1990-heden)[2]
- In voor- en tegenspoed (VARA) - Doktersassistente (Afl. Marktprijzen, 1991)
- Kees & Co (RTL 4) - zichzelf (Afl. No business like showbusiness, 2004)
- Nieuwe Tijden (Videoland/RTL) - Laura Selmhorst (2017/2018)
- Máxima (Videoland/RTL) - Margriet der Nederlanden (2024)

Als deelnemer
- Ranking the Stars (BNN) - Deelnemer (2009)
- Gouden Televizier-Ring Gala (AVRO) - Uitreiker Gouden Televizier-ring (2015)
- The Masked Singer (RTL 4) - Octopus (2021)

### Film
- Honneponnetje - Taxichauffeuse (1988)
- Goede tijden, slechte tijden: De reünie - Laura Alberts (1998)

### Theater
- Ti-Ta Tovenaar, de musical - Grobbema (2005/2006)
- Het cadeau voor Sinterklaas - Toneelmevrouw (2008)
- Purper Ladies - soliste (2013/2014)
- Gare de Lyon - Rachel, regie Ad de Bont (2016-2022)
- Musical Heijermans - regie Ton Lutz (1991-1992)
- Musical Larry - regie Antoine Uitdehaag (1998)
- HannaH - “de Belofte voorbij”, regie Brigitte Odett (2023-2024)